# Helbeck
Helbeck – osada w Anglii, w Kumbrii, w dystrykcie (unitary authority) Westmorland and Furness. Leży 57 km na południowy wschód od miasta Carlisle i 367 km na północny zachód od Londynu. W 2001 miejscowość liczyła 19 mieszkańców.